# Marco Pedrini
Marco Pedrini (Lugano, 29 aprile 1958 – Aiguilles du Dru, 16 agosto 1986) è stato un alpinista svizzero.

## Biografia
Nel 1978 entra nel gruppo di arrampicatori Scoiattoli dei Denti della Vecchia del Ticino, sempre in quest'anno ottiene il brevetto di Guida alpina Svizzera.
Ha realizzato alcune salite in libera su vie tra le più difficili del massiccio del Monte Bianco e la prima solitaria della via del compressore al Cerro Torre il 26 novembre 1985.
Perse la vita il 16 agosto 1986, a soli 28 anni, per una caduta durante la discesa dal Petit Dru, forse per la rottura di un ancoraggio.

## Ascensioni eseguite
Nel seguente elenco alcune delle salite più significative di Marco Pedrini:
- 2 gennaio 1981: seconda invernale (prima in stile alpino) della via Cassin sulla parete nord-est del Pizzo Badile con Danilo Gianinazzi e Michel Piola.[3]
- 11 luglio 1982: prima salita in libera del pilastro Bonatti (pilastro sud-ovest del Petit Dru) con Claudio Cameroni.[4]
- 21 luglio 1983: prima salita in libera della variante Panoramix al Grand Capucin con Silvio Vicari
- 26 novembre 1985: prima solitaria della via del compressore sul Cerro Torre.[1] Questa salita venne filmata da Fulvio Mariani e fu oggetto di un film dal titolo Cerro Torre Cumbre.

## Filmografia
- Cerro Torre Cumbre (1985) di Fulvio Mariani[5]
- Orizzonte Avventure: Marco Pedrini un talento in verticale di Gianluigi Quarti